# White Lab～警視廳特別科學搜查班～
《White Lab～警視廳特別科學搜查班～》，為日本TBS電視台自2014年4月14日起至6月止播出的週一晚間八點檔（月八）。由北村一輝主演。

## 登场角色

### 主要人物
一之濑聪士（演員：北村一輝；童年：大山蓮斗）（香港配音：陳欣）
搜查官。巡査。東京工業大學畢業後，曾在美國留學的前科學家。
奥貫徹（演員：宮迫博之（雨後敢死隊））（香港配音：陳卓智）
搜查官。曾是前科学搜查研究所王牌。
山根武彥（演員：薮宏太（Hey! Say! JUMP））（香港配音：胡家豪）
搜查官。負責情報分析。曾所屬警視廳網絡恐怖主義對策課。
本田真幸（演員：谷原章介）（香港配音：陳廷軒）
搜查官。曾所屬警視廳公安部。擅長人物分析，罪犯側寫專利調查。
神山惠子（演員：和久井映見）（香港配音：陸惠玲）
班長。警部補。非職業。

### 警視廳刑事部
岸部永一（演員：大衞伊東）（香港配音：招世亮）
搜查一課刑事。與神山同為非精英官僚，工作上彼此敵視。
山口雅年（演員：坂田雅信）（香港配音：林保全）
搜查一課刑事。階級為警部補。
平野俊二（演員：水野直）（香港配音：鄧志堅）
搜查一課刑事。階級為巡査部長。
淡島勝（演員：森岡豐）（香港配音：潘文柏）
鑑識課課員。

### 警察關係者
一之瀨晃（演員：益岡徹）（香港配音：林國雄）
聰士的父親。黑田的前上司。階級為警部。
黑田敬（演員：大杉漣）（香港配音：朱子聰）
刑事部部長。職業官僚。

### 神山家
神山 邦夫（演員：山中聰）（香港配音：劉昭文）
惠子的丈夫。
神山 真實（演員：谷花音）（香港配音：陳皓宜）
長女。
神山 健太（演員：高橋來）（香港配音：雷碧娜）
長男。真美的弟弟。

### 其他
朝比奈沙羅（演員：矢田亞希子）（香港配音：林元春）
前東都大學工學部平田研究所副教授。
奧貫遙（演員：熊田聖亞）（香港配音：凌晞）
奧貫的女兒。

### 客串
第1話
- 羽柴圭介（演員：小市慢太郎）（東北理科大學教授）（香港配音：馮錦堂）
- 小早川明美（演員：小島慶子）（東王大學理工學部教授）（香港配音：柚子蜜）
- 桃井遙（演員：南明奈）（小早川的助手）（香港配音：葉曉欣）
- 金城博之（演員：鈴木一真）（丸之内物產最先端技術市場營銷部課長）（香港配音：蕭徽勇）
- 石澤剛志（演員：小林劍道）（東王大學保全）（香港配音：馮錦堂）
- 五十嵐誠司（演員：榊英雄）（南北新聞記者）（香港配音：李錦綸）
- 廣瀨奈央（演員：瀨戶早妃）（金城的部下）（香港配音：鄭麗麗）
- 淺倉彩音（演員：飛鳥凛）（金城的外遇對象）

第2話
- 石田隆弘（演員：吹越滿（友情出演））（街頭藝人）（香港配音：劉昭文）
- 相澤實（演員：阿部力）（Eternal Clean之廢物部門工作人員）（香港配音：黃積權）
- 井上雅代（演員：高林由紀子）（實的母親）（香港配音：沈小蘭）
- 島村理惠子（演員：寶積有香）（宏輝的母親）（香港配音：梁少霞）
- 島村宏輝（演員：君野夢真）（理惠子的兒子）（香港配音：陳琴雲）
- 小坂源造（演員：諏訪太朗）（Eternal Clean社長）（香港配音：張炳強）

第3話
- 真木繁雄（演員：齋藤步）（教會神父）（香港配音：李錦綸）
- 磯部（演員：石垣佑磨）（流浪漢）（香港配音：李鎮然）
- 灰原雅也（演員：梨本謙次郎）（NPO法人微笑村代表・元龍門會構成員）（香港配音：馮志輝）
- 甲本喜一（演員：石本武士）（偽鈔製造和-H38號事件首謀者）（香港配音：蕭徽勇）
- 長谷川和喜（演員：池田政典）（警視廳大森北警察署生活安全課鑑定士）
- 重田富雄（演員：飯田孝男）（流浪漢・基督教徒）（香港配音：陳永信）
- 曾根崎將司（演員：篠原聰）（NPO法人微笑村職員）（香港配音：張錦江）

第4話
- 牧野健一（演員：林泰文）（連續殺傷事件受害者家人・弘枝之夫）（香港配音：蕭徽勇）
- 野島賢治（演員：山崎銀之丞）（冤罪受害者）（香港配音：劉昭文）
- 牧野愛（演員：吉田里琴）（健一與弘枝的女兒）（香港配音：鄭麗麗）
- 牧野弘枝（演員：西尾景子）（連續殺傷事件第四人受害者・植物人）（香港配音：黃玉娟）
- 佐佐木豐（演員：尾崎右宗）（南北新聞社會部記者）
- 近藤勇彌（演員：恩田括）（連續殺傷事件之第五件重要人士）

第5話
- 華村由紀子（演員：吉田羊）（私立聖南綜合醫院外科醫師）（香港配音：曾佩儀）
- 華村美雪（演員：鈴木梨央）（華村醫生的幼女）（香港配音：黃淑芬）
- 田端勇作（演員：遠山俊也）（交通事故受害者遺族）（香港配音：盧國權）
- 朝岡隆之（演員：大川浩樹）（朝岡亞麻供應社長・交通事故受害者）（香港配音：劉昭文）
- 川田典弘（演員：大塚秀記）（華村元患者）
- 朝岡友也（演員：岩田龍門）（朝岡的兒子）

第6話
- 長澤美紗（演員：市川實和子）（澪的雙胞胎妹妹・律師）（香港配音：鄭麗麗）
- 神宮寺澪（演員：市川實和子）（自称「靈能力師」・南関東刑務所受刑者）（香港配音：鄭麗麗）
- 佐伯良樹（演員：加藤清史郎）（佐伯的乾兒子）（香港配音：陳琴雲）
- 佐伯晴彦（演員：長谷川公彦）（Tew Tea社長）（香港配音：陳永信）
- 佐伯惠津子（演員：宮澤美保）（佐伯的）（香港配音：梁少霞）
- 高梨健吾（演員：若杉宏二）（Tew Tea社員）（香港配音：張錦江）
- 島崎尚美（演員：貓田直）（Tew Tea專務）（香港配音：朱妙蘭）

第7話
- 長束八重子（演員：草村禮子）（失智症患者）（香港配音：雷碧娜）
- 長束直也（演員：郭智博）（八重子的孫兒）（香港配音：李鎮然）
- 椎名卓馬（演員：矢野聖人）（警視廳網路恐怖主義對策課捜査官）（香港配音：鍾見麟）
- 佐佐木智美（演員：藤本泉）（山根交際對象）（香港配音：葉曉欣）
- 堤誠治（演員：山口祥行）（椎名的上司）（香港配音：李錦綸）
- 若林榮子（演員：金智順）（老人家四葉之森介護職員）（香港配音：林芷筠）
- 橋本茜（演員：小野乃乃香）（Cosplay咖啡店店員）（香港配音：何寶珊）
- 梶川秀雄（演員：前野朋哉）（前系統工程師）

第8話
- 戶川敬三（演員：山崎一）（明專工業大学工学部教授）（香港配音：盧國權）
- 永倉卓司（演員：前田公輝）（麗子的前交往對象，19歲，未成年）（香港配音：巫哲棋）
- 戶川麗子（演員：綠友利惠）（戶川教授的女兒）
- 下山雄二（演員：陣內將）（向永倉私下買賣麻醉药品的顧客）（香港配音：曹啟謙）
- 小澤和貴（演員：尾關伸嗣）（週刊雜誌記者）（香港配音：劉奕希）
- 好子（演員：亞里沙）（喫茶店女侍應）（香港配音：何晶晶）
- 小坂美里（演員：白石雪乃）（永倉主導恐嚇事件的共犯者）

第9話
- 西野利治（演員：小柳友）（南澤的大学時代同學） （香港配音：張裕東）
- 浦賀敏行（演員：中野剛）（警視廳公安部NBC對應專門部隊隊長）（香港配音：李錦綸）
- 美村珠美（演員：星名美津紀）（宣傳模特兒）（香港配音：何寶珊）
- 南澤明人（演員：神田直樹）（前關東学徒連盟隊長）（香港配音：梁偉德）

第10話 - 最終話
- 泉田美知惠（演員：加藤和子）（柏拉圖製藥日本社長）（香港配音：雷碧娜）
- 高村貞夫（演員：阿部進之介）（柏拉圖製藥日本研究開發部員工）（香港配音：蘇強文）
- 織田慎一郎（演員：大石吾朗）（警視廳副總監）（香港配音：陳曙光）
- 平田敦也（演員：豬又太一）（東都大学工学部教授）（香港配音：馮志輝）
- 立川拓海（演員：小松利昌）（日本医科学研究機構研究員）（第10話）（香港配音：馮錦堂）
- 笠原紀一（演員：花花前浩一）（日本医科学研究機構主任研究員）（第10話）
- 三鷹富士夫（演員：原勇彌）（日本医科学研究機構研究員）（第10話）（香港配音：關令翹）
- 中尾（演員：久松信美）（裕子的專人醫生）（最終話）（香港配音：盧國權）
- 朝比奈裕子（演員：笹山幸乃）（沙羅的母親）（最終話）

## 工作人員
- 編劇：桝本拓也、嶋田嬉葉、中澤圭規、正岡謙一郎（日语：正岡謙一郎）、丸茂周（日语：丸茂周）、田中孝治
- 製作人：武藤淳、阿部謙三（東宝）、石黑裕亮（東宝）、佐藤敦司 (DREAMAX TELEVISION)
- 導演：石井康晴、竹村謙太郎等
- 製作：十二龍也、那須田淳
- 製作著作：TBS電視台
- 主題歌：ELEPHANT KASHIMASHI「Destiny」（Universal SIGMA）[7]
- 副導演：古林淳太郎
- 選曲：御園雅也（日语：御園雅也）
- 武打動作：雲雀大輔
- 警察監修：古谷謙一
- 科学捜査監修：山崎昭、古山翔平（法科學鑑定研究所（日语：法科学鑑定研究所））
- 医療監修：浮山越史、立石秀勝
- 法律監修：神田文浩、大西宏治、星宏明
- 技術協力：東通（日语：東通）
- 編審：橋本孝、永山由紀子
- 製作：十二龍也、那須田淳
- 製作協力：東寶
- 製作出品：TBS

## 放送日程
| 各話                                                   | 放送日期 | 原文標題 | 中譯標題                          | 劇本                     | 導演       | 收視率 |
| ------------------------------------------------------ | -------- | -------- | --------------------------------- | ------------------------ | ---------- | ------ |
| 第1話                                                  | 4月14日  |          | 鑑識VS隱形人 屍體會說話的密室之謎 |                          | 石井康晴   | 08.3%  |
| 第2話                                                  | 4月21日  |          | 鏤空屍體會吶喊                    |                          | 石井康晴   | 07.8%  |
| 第3話                                                  | 4月28日  |          | 假鈔會笑                          |                          | 竹村謙太郎 | 08.8%  |
| 第4話                                                  | 5月05日  |          | 誣陷的連續殺人犯                  | 中澤圭規                 | 酒井聖博   | 08.4%  |
| 第5話                                                  | 5月12日  |          | 綁架刑警的男人                    | 正岡謙一郎 丸茂周        | 相澤淳     | 07.3%  |
| 第6話                                                  | 5月19日  |          | DNA說出的愛                       | 田中孝治 正岡謙一郎      | 竹村謙太郎 | 08.6%  |
| 第7話                                                  | 5月26日  |          | 沒有記憶的目擊者                  | ブラジリィー・アン・山田 | 韓哲       | 08.4%  |
| 第8話                                                  | 6月02日  |          | 健談的屍體                        | 蒔田光治                 | 酒井聖博   | 07.6%  |
| 第9話                                                  | 6月09日  |          | 生物恐怖主義迫在眉睫              |                          | 加藤尚樹   | 07.5%  |
| 第10話                                                 | 6月16日  |          | 鑑識班，最後的事件                | 正岡謙一郎               | 竹村謙太郎 | 07.4%  |
| 最終話                                                 | 6月23日  |          | 再見親愛的朋友                    | 正岡謙一郎               | 酒井聖博   | 06.8%  |
| 平均收視率7.9%（收視率由關東地區・Video Research調查） |          |          |                                   |                          |            |        |

## 外部連結
- （日語）日本官方網站
- （繁體中文）【八大戲劇台】TBS 4/10起放送新日劇 八大挑戰同日首播
- （繁體中文）【八大戲劇台】官方網站

## 節目的變遷
| 日本TBS 週一懸疑劇院（） 星期一 20:00至20:54 | 日本TBS 週一懸疑劇院（） 星期一 20:00至20:54                | 日本TBS 週一懸疑劇院（） 星期一 20:00至20:54 |
| -------------------------------------------- | ----------------------------------------------------------- | -------------------------------------------- |
|                                              | White Lab～警視廳特別科學搜查班～ （2014.4.14 - 2014.6.23） |                                              |
| 隱蔽搜查 （2014.1.13 - 2014.3.24）           | 彼得的葬禮 （2014.7.7 -）                                   |                                              |

| 臺灣 八大戲劇台 週一 23:00 · 6月24日為週二 00:00 | 臺灣 八大戲劇台 週一 23:00 · 6月24日為週二 00:00 | 臺灣 八大戲劇台 週一 23:00 · 6月24日為週二 00:00 |
| ------------------------------------------------ | ------------------------------------------------ | ------------------------------------------------ |
|                                                  | 真大白 （2014.4.14 - 2014.6.24）                 |                                                  |
| 不懂女人                                         | 恩熙                                             |                                                  |

| 香港 無綫網絡電視煲劇1台 星期日 14:00-16:00及20:30-22:30 1月11日 14:00-15:00及20:30-21:30 | 香港 無綫網絡電視煲劇1台 星期日 14:00-16:00及20:30-22:30 1月11日 14:00-15:00及20:30-21:30 | 香港 無綫網絡電視煲劇1台 星期日 14:00-16:00及20:30-22:30 1月11日 14:00-15:00及20:30-21:30 |
| ----------------------------------------------------------------------------------------- | ----------------------------------------------------------------------------------------- | ----------------------------------------------------------------------------------------- |
|                                                                                           | （2014.12.07 - 2015.01.11）                                                               |                                                                                           |
| 我討厭的偵探 （2014.11.09 - 2014.11.30）                                                  | -父親的背影- （2015.01.11 - 2015.02.08）                                                  |                                                                                           |